# Elokwentny wieśniak
Elokwentny wieśniak – dzieło literackie z czasów Średniego Państwa Egiptu, łączące elementy różnych gatunków, pisane częściowo poezją, a częściowo prozą. Nie ma zgodności co do czasu jego powstania, dzieło datuje się na okres dynastii IX lub X (między 2160 a 2130 r. p.n.e.), a najstarsze zachowane rękopisy datuje się na okres późnej XII dynastii.
Odniesienia do tego tekstu i cytaty z niego znajdują się w rozmaitych, późniejszych nawet o wiele wieków miejscach, co świadczy o popularności i żywotności dzieła.
Opowieść jest historią biednego wieśniaka o imieniu Khunanup. Wybiera się on do Neni-nesut (czyli Herakleopolis) w celach handlowych. W drodze urzędnik, wykorzystując swoją pozycję oraz podstęp, rekwiruje Khunanupowi osły. Sfrustrowany wieśniak postanawia odwołać się od decyzji urzędnika, kierując się najpierw do niego, ale bezskutecznie. Decyduje się udać do Heraklepolis, aby eskalować swoją sprawę do urzędnika o wyższym szczeblu. W ten sposób trafia do Wielkiego Zarządcy Rensi. Jest wysoce prawdopodobne, że funkcję wielkiego zarządcy należy tutaj rozumieć jako wezyra lub co najmniej zarządcę prowincji, znamienne jest, że według opowieści ponad Rensim jest już tylko faraon.
Podczas spotkania z Rensim Khunanup wygłasza mowę, która tak podoba się Rensiemu, że ten postanawia powiedzieć o tym faraonowi, który, również zachwycony, nakazuje mu nie rozstrzygać sprawy po to, by wieśniak przychodził ponownie i przemawiał. Khunanup wygłasza łącznie dziewięć mów, aż zrezygnowany odchodzi. Rensi postanawia przekazać do spisania wszystkie skargi, po czym zanosi je do faraona. Ten podejmuje decyzję o wynagrodzeniu poszkodowanego wieśniaka i oddaje posadę oraz wszystkie dobra nieuczciwego urzędnika, który zabrał mu osły. Sam urzędnik od tego czasu miał wieść życie biednego wieśniaka.

## Skargi Khunanupa
W tekście odnajdziemy różnego rodzaju skargi:
- Skarga urzędnika (Nemtynakhte) na wieśniaka (Khunanupa). Wnosi ona o odszkodowanie urzędnika za uszczerbek, który poniósł kosztem Khunanupa. Nemtynakhte wykorzystał prawo proceduralne, które stanowi, że jeśli zwierzę zje jęczmień z jego pola, będzie on mógł dochodzić zadośćuczynienia. Jako rekompensatę wybiera właśnie osły. Co ciekawe, wieśniak skarży się na czyny Nemtynakhte do niego samego. Z tej skargi wynika także, że poza odpowiedzialnością za szkodę wyrządzoną przez zwierzęta, należy także ją naprawić, a zadośćuczynienie powinno być adekwatne do szkody. Wiemy także, że wzbogacenie się podstępem jest karalne[1].
- Skarga Khunanupa do Nemtynakhte na Nemtynakhte, czyli apelacja od wyroku wydanego w pierwszej instancji
- Skarga Khunanupa do Rensiego na Nemtynakhte – po braku reakcji Nemtynakhte, wieśniak próbuje dociekać się swoich praw u wyższej instancji, czyli u Wezyra Rensiego. Khunanup może się skarżyć na nadużycie władzy przez urzędnika, na zagarnięcie mienia podstępem lub po prostu występuje przeciwko Nemtynakhte niejako od nowa w sprawie cywilnej o osły[1].

Dziewięć skarg Khunanupa do Rensiego na jego bezczynność to główna część tekstu. Właściwa skarga przedstawiona została na samym początku wezyrowi. Inni badacze uważają, że w całym tekście mowa jest tylko o jednej skardze na skorumpowanych urzędników egipskich. Większość naukowców skłania się jednak ku założeniu, że dziewięć skarg wypowiedzianych przez wieśniaka związanych było z brakiem reakcji wezyra na niesprawiedliwość, jakiej doznał Khunanupa. Wiele tematów powyższych mów zawiera krytykę wobec skorumpowanej administracji państwa.
Skargi są różnych długości, różnią się także sposobem, w jaki je wyraża: stosuje zarówno pochlebstwa, racjonalne argumenty, jak groźby i inwektywy. W skargach zawarte są 22 twierdzenia dotyczące wizji etyki, filozofii państwa i prawa, które uznaje Khunanupa.